# Mohammed Abdel Moteleb
Mohammed Abdel Moteleb Soliman (in arabo محمد عبد المطلب سليمان‎?; Alessandria d'Egitto, 7 novembre 1968) è un ex cestista egiziano.

## Carriera
Con l'Egitto ha disputato due edizioni dei Campionati mondiali (1990, 1994).